# 純福音派 (きよめ派)
純福音派(じゅんふくいんは)は大正期の台頭し始めた、きよめ派の諸団体の総称である。純福音運動とも言われる。
聖書の逐語霊感説の土台の上に立ち、聖霊の臨在と聖潔を強調して、伝道熱心である。明治時代から伝道を開始していたが、大正期に日本ホーリネス教会は急激に成長した。
中村敏の意見によると、急成長の原因は日本基督教会や日本組合基督教会、日本メソジスト教会などの既成の主要な教派が教会形成に力を注いだのに対して、純福音の諸教会は熱心に伝道したので急成長したことと。
既存の教会が組織化され学問的になったことに対して、純福音派は逐語霊感に立って、聖書の言葉をストレートに語り、聖霊体験を強調したことが一般庶民に支持層を生み出した原因と思われる。
大内三郎は「純福音派は基督教徒の感情、心情を燃やし、主体的に信仰を行き行きと覚醒せしむるにあたって大きな役割を果たした」と指摘している。

## 純福音派の団体
- 日本伝道隊
- 自由メソジスト教会
- 日本ナザレン教会
- 日本ホーリネス教会
- クリスチャン・アンド・ミッショナリー・アライアンス
- 日本同盟基督協会
- ジャパン・セントラル・パイオニア・ミッション（後の、福音伝道教団）